# Jan Veselý (superintendent)
Jan Veselý (6. prosince 1813 Žáky – 27. ledna 1889 Opočno) byl český reformovaný kazatel.
Od roku 1843 do své smrti působil ve sboru v Klášteře nad Dědinou, kde je i pohřben. Zemřel v nemocnici v Opočně. Zastával úřad superintendenta.
Roku 1885 vydal Katechismus Heidelbersky. Byl ženat s Marií, roz. Rimany (1813–1890).